# ブラックベリー
ブラックベリー (blackberry) は、バラ科キイチゴ属の一群の種または1種の低木およびその果実。広義には Rubus 亜属の総称として使う。ただし Rubus 亜属にはブラックベリーのほかにデューベリー類も含まれ、それらはブラックベリーから区別することもある。
クロイチゴ、ブラックラズベリーはいずれもラズベリーであり、（広義でも）ブラックベリーには含まれない。

## 狭義のブラックベリー
狭義には、 Rubus 亜属の栽培種セイヨウヤブイチゴ（西洋藪苺、学名 Rubus fruticosus）。ただし Rubus fruticosus をさらに多数の種に分割する説もあり、その場合は狭義のブラックベリーも多数の種の総称になる。
米国中部原産で、落葉半つるである。開花期は5月下旬から6月で、 結実期は7月から8月上旬である。果実は生のまま食べることも出来るが、多少酸味があるためジャムにして食べることも多い。

## ブラックベリーの食べ方・調理法
ヨーグルト、クリーム、トースト、パイに添えたり、ジャム、酒、スムージーに加工したり、それらをケーキ、ムースにしたりする。ラズベリー、ブルーベリー、いちご（ストロベリー）と合わせて盛り付け、ベリーベリーと呼ぶこともある。

## Rubus 亜属（広義のブラックベリーとデューベリー）
- Rubus 亜属 （Eubatus 亜属） - 広義のブラックベリー (Blackberry) とデューベリー (Dewberry)
  - Allegheniensis 節
    - Rubus allegheniensis - Allegheny Blackberry

  - Arguti 節
    - Rubus pensilvanicus

  - Caesii 節
    - Rubus caesius - オオナワシロイチゴ (European Dewberry)

  - Canadenses 節
    - Rubus canadensis - Canadian Blackberry

  - Corylifolii 節
  - Cuneifolii 節
    - Rubus cuneifolius - Sand Blackberry

  - Flagellares 節
  - Hispidi 節
    - Rubus hispidus - Swamp Dewberry, Bristly Dewberry, Bristly Groundberry, Groundberry, Hispid Swamp Blackberry, Running Swamp Blackberry

  - Rubus 節
    - Rubus armeniacus - Armenian Blackberry, Himalayan Blackberry
    - Rubus fruticosus - 狭義のブラックベリー、セイヨウヤブイチゴ (Common Blackberry) ※さらにいくつかの種に分割されることが多い
    - Rubus laciniatus - キレハブラックベリー (Cutleaf Evergreen Blackberry, Evergreen Blackberry)

  - Setosi 節
  - Ursini 節
    - Rubus ursinus - California Blackberry, Pacific Blackberry

  - Verotriviales 節